# عبد الرحمن بن الأسود النخعي
عبد الرحمن بن الأسود النخعي هو عبد الرحمن بن الأسود ابن يزيد بن قيس أبو حفص النخعي الكوفي، وصف بـ«الفقيه الإمام ابن الإمام»، فقيه محدث من فقهاء التابعين بالعراق، من أعلام أهل السنة والجماعة، حدث عن أبيه وعمه علقمة بن قيس، وأم المؤمنين عائشة بنت أبي بكر الصديق وعبد الله ابن الزبير وغيرهم، وأدرك أيام خليفة المسلمين عمر بن الخطاب، وهو بذلك من التابعين. حدث عنه الأعمش وإسماعيل بن أبي خالد ومحمد بن إسحاق وحجاج بن أرطاة ومالك بن مغول وزبيد اليامي وأبو إسرائيل الملائي وأبو بكر النهشلي وعبد الرحمن المسعودي وآخرون، قال الصقعب بن زهير عن عبد الرحمن بن الأسود قال كان أبي يبعثني إلى أم المؤمنين عائشة فلما احتلمت أتيتها فناديت من وراء الحجاب يا أم المؤمنين ما يوجب الغسل فقالت أفعلتها يا لكع إذا التقت المواسي قال ابن أبي خالد قلت لعبد الرحمن بن الأسود وما منعك أن تسأل كما سأل إبراهيم قال إنه كان يقال جردوا القرآن قلت كان من المتهجدين العباد وروى مالك بن مغول عن رجل أنه عد على ابن الأسود يوم جمعة قبل الصلاة ستا وخمسين ركعة
وروى حفص بن غياث عن ابن إسحاق قال قدم علينا عبد الرحمن ابن الأسود حاجا فاعتلت رجله فصلى على قدم حتى أصبح وقال هلال بن خباب كان عبد الرحمن بن الأسود وعقبة مولى أديم وسعد أبو هشام يحرمون من الكوفة ويصومون يوما ويفطرون يوما حتى يرجعوا وعن الحكم أن عبد الرحمن بن الأسود لما احتضر بكى فقيل له فقال أسفا على الصلاة والصوم ولم يزل يتلو حتى مات قال الشعبي أهل بيت خلقوا للجنة علقمة والأسود وعبد الرحمن وروي أن عبد الرحمن صام حتى أحرق الصوم لسانه قال خليفة مات سنة ثمان أو تسع وتسعين وذكر ابن عساكر أنه وفد على عمر بن عبد العزيز.